# ÖBB 2050
Die Reihe 2050 war eine Diesellokomotive der ÖBB mit Antriebs-Knowhow aus den USA. Die Beschaffung der Loks geht dabei auf die Vorführleistungen des General-Motors-Konzerns (GM) zurück, die Reihe ist eine technische Verwandte der NOHAB AA16. Die Baureihe 2050 stand bis 2004 im Einsatz bei den Österreichischen Bundesbahnen. Einige Exemplare stehen bei Sonderfahrten sowie im Bedarfsgüterverkehr bei privaten Eisenbahnverkehrsunternehmen auch 2024 noch fallweise im Einsatz.

## Geschichte

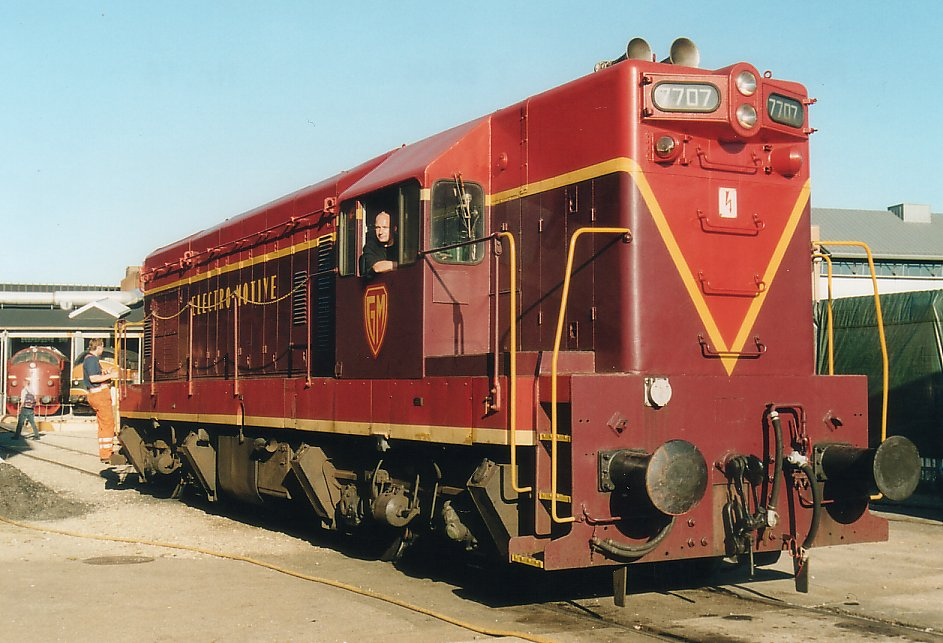
General-Motors Vorführlok G12 7707

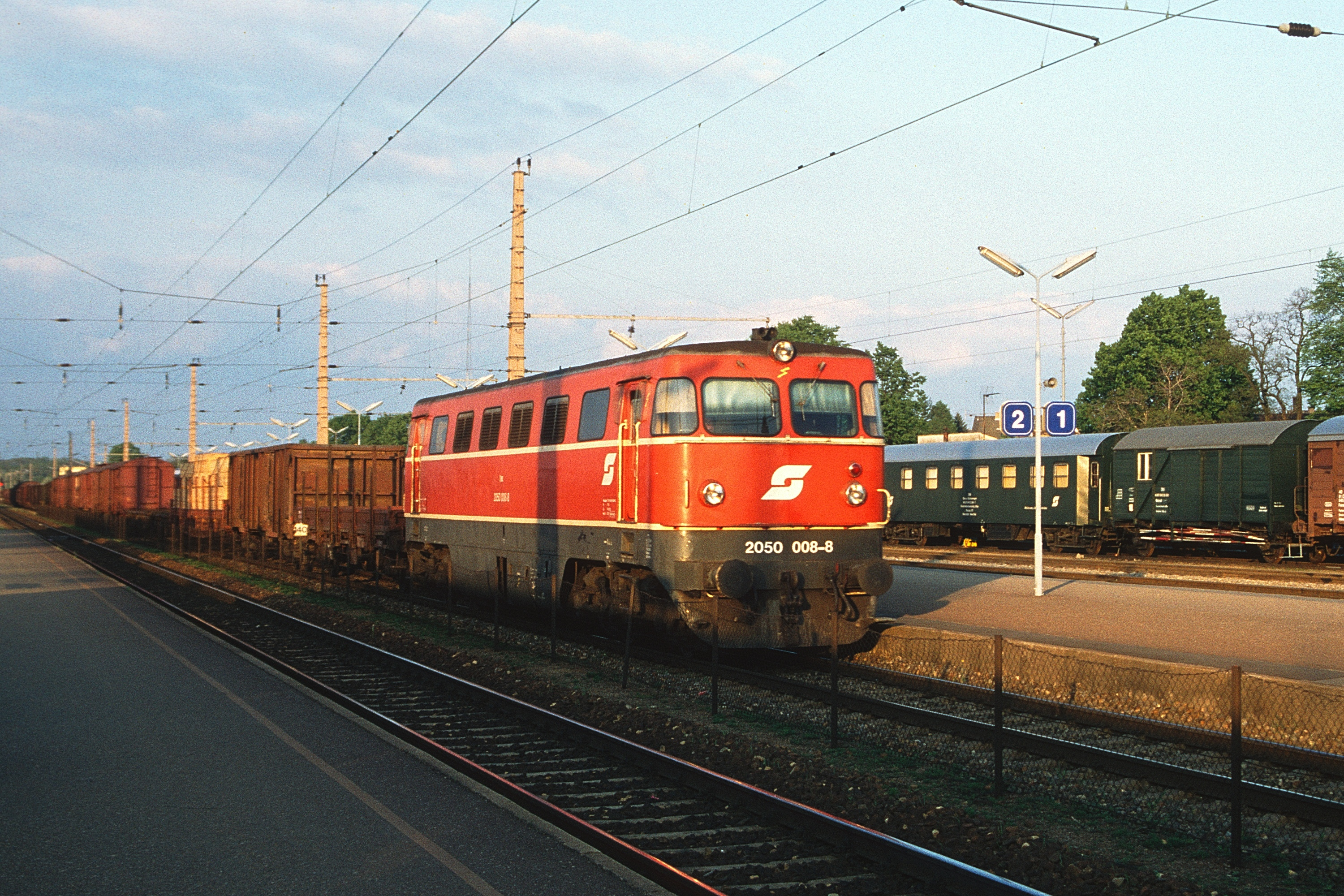
2050 008-8 mit einem Güterzug in Gänserndorf, 1994

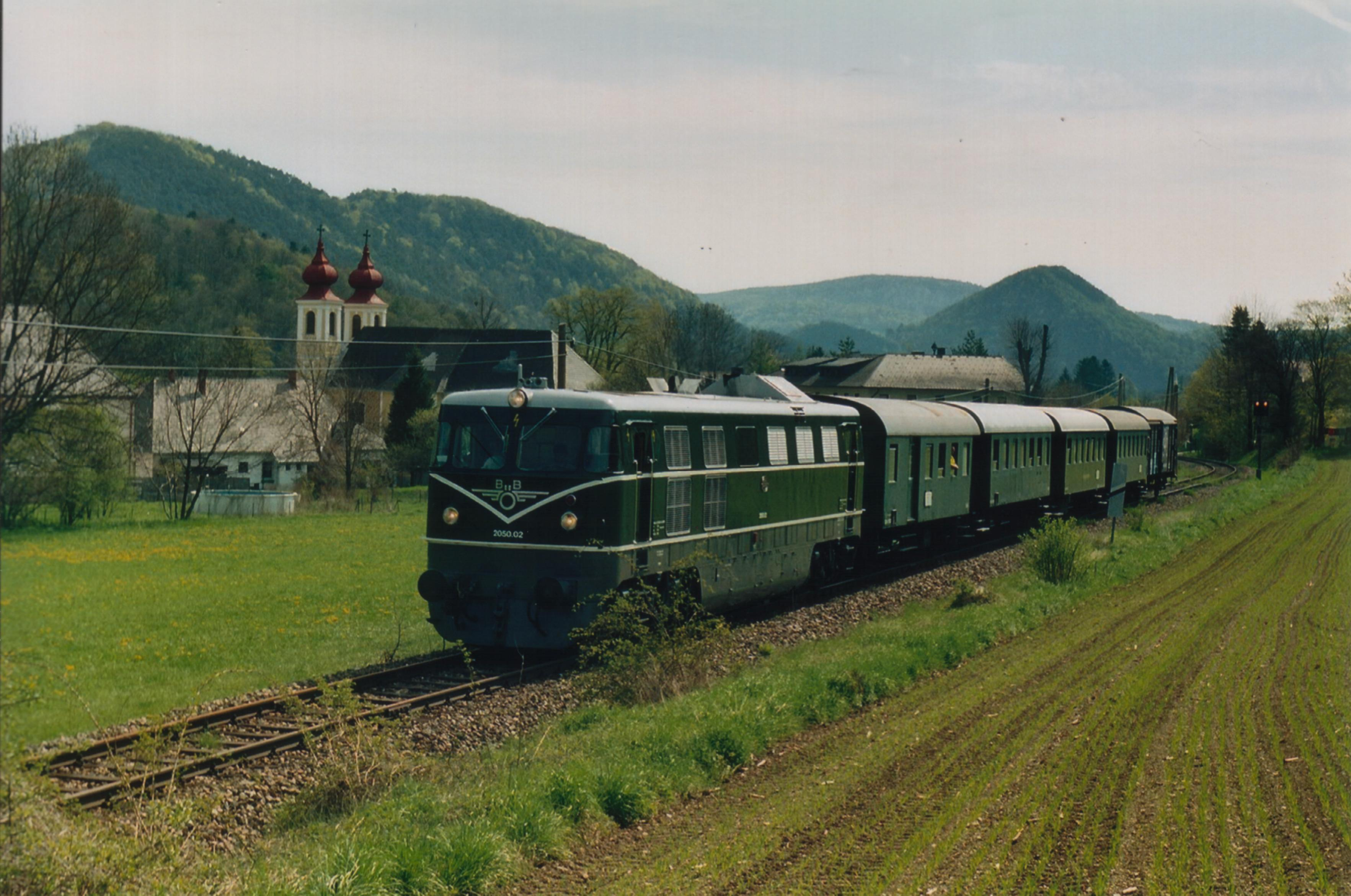
Museumslok 2050.02 mit Sonderzug auf der Leobersdorfer Bahn bei Thenneberg

Vorgänger der Reihe 2050 war die erste österreichische Nachkriegsbauart (die ebenfalls dieselelektrische Reihe ÖBB 2045), von der 1952 bis 1955 insgesamt zwanzig Lokomotiven von der lokalen Industrie gebaut wurden. 
Im Sommer 1955 präsentierten General Motors mit ihrem deutschen Partner Henschel eine europäische Musterlokomotive vom Typ „Road-Switcher“ mit nur einem Führerhaus. Dabei handelte es sich um die Lok G12 7707,  die am Semmering und auf der Südbahn Vorführungseinsätze absolvierte. Diese positiven Ergebnisse veranlassten die ÖBB im Jahr 1958 zunächst eine Erstserie von zehn Lokomotiven zu bestellen und nach den guten Erfahrungen mit dieser Type 1962 noch weitere acht Stück zu beschaffen. Die Lokomotiven wurden als 2050.001 bis 018 eingereiht. Sie wurden bei Henschel & Sohn im deutschen Kassel in Lizenz von General Motors gefertigt, wobei Teile von der österreichischen Industrie gefertigt und zugeliefert wurden: Drehgestelle und Heizkessel von SGP, Druckluftausrüstung und Kompressoren von JW sowie Fahrmotore der zweiten Serie von Elin.
Die Reihe bewährte sich wegen ihrer Leistung und des robusten dieselelektrischen Antriebes sehr gut, konnte aber letztendlich wegen ihrer geringen Stückzahl die Dampflokomotive im nicht elektrifizierten Streckennetz der ÖBB nicht vollständig ersetzen. Ursprünglich wurden sie sowohl im Personen- als auch im Güterverkehr auf den von Wien und Graz ausgehenden nicht elektrifizierten Strecken eingesetzt. Bevorzugtes Einsatzgebiet während der ersten Jahrzehnte ihres Dienstes war die Franz-Josefs-Bahn nach Gmünd.
Nach Ausbau des Dampfkessels wurden sie nur noch im Güterverkehr verwendet. Die 2050.02 war nach dem Einbau des elektrischen Heizaggregats fast ausschließlich vor Personenzügen im Einsatz. In den späten 1980er-Jahren wurden 016-018 in Knittelfeld stationiert, um am Obdacher Sattel Dienst zu leisten. Dazu erhielten sie eine Vielfachsteuerung. In den neunziger Jahren wurden sie durch tandemfähige 2143 ersetzt und kamen zurück nach Wien.
1993 schied die 2050.01 als erste unfallbedingt aus. Bis zur Jahrtausendwende wurde die Hälfte der Lokomotiven abgestellt und einige verschrottet. Ihr Ausgedinge fanden die Lokomotiven beim sogenannten „Ölpendler“, also Kesselwagenzüge Stadlau–Ölhafen und auf den Lokalbahnen des Weinviertels, sowie den Strecken nach Marchegg. Da sich die Indienststellung der modernen Baureihe ÖBB 2016 verzögerte, halfen acht deutsche BR 232 (Spitzname Ludmilla) von März 2000 bis Mai 2002 beispielsweise beim „Ölpendler“ sowie bei Rübentransporten aus. Bis zum 1. Mai 2004 waren formell noch acht Lokomotiven im Bestand der ÖBB, welche dem Traktionsstandort Wien-Ost zugeordnet waren. Sie alle waren aber bereits abgestellt worden, die Kassierung erfolgte noch im Lauf des Jahres 2004.

### Verbleib
Die Lokomotiven 2050.02, 2050.04 und 2050.09 wurden schon zwischen 2002 und 2004 aufgrund ihres guten Erhaltungszustandes dem ÖBB-Nostalgiebestand zugeordnet und dadurch regelmäßig vor Sonderzügen eingesetzt. Im Zuge der schrittweisen Auflösung des für die nostalgischen Fahrzeuge zuständigen ÖBB-Geschäftsbereiches „ErlebnisBahn“ wurden 2050.02 und 2050.04 im Jahr 2011 an das Eisenbahnmuseum Strasshof verkauft. Die wieder in den Zustand der 1970er-Jahre mit Zierspitz und Flügelrad (und auf der Rückseite mit dem sog. „Pflatsch“) zurückversetzte 2050.09 wurde 2015 von der im niederösterreichischen Ernstbrunn sesshaften regiobahn GmbH erworben. Auch diese ist betriebsfähig.
2050 003, 005, 008, 011, 012 und 015-017 wurden von der Österreichischen Gesellschaft für Eisenbahngeschichte erworben und vorerst bis auf die 2050.05 (Ursprungslackierung in grün) in nicht betriebstauglichem Zustand im Eisenbahnmuseum in Ampflwang hinterstellt. Im Jahr 2020 wurden davon die Lokomotiven 2050.12 und 2050.15 an den Verein Neue Landesbahn in Mistelbach weiterverkauft, wo nun eine Aufarbeitung der 2050.15 angedacht ist. 2050 018 befindet sich in Knittelfeld. Insgesamt existieren noch zwölf von ehemals achtzehn Lokomotiven.
Die ehemalige Vorführlok G12 7707 blieb in Schweden betriebsfähig erhalten.

## Konstruktion
Die Baureihe 2050 ist eine dieselelektrische Lokomotive, deren Antriebstechnik aus den USA importiert wurde. Sie wurde in Kastenbauform mit zwei Endführerständen und dazwischenliegendem Motorraum beschafft – die Vorführloks hatten, amerikanischen Konstruktionsprinzipien folgend, einen Mittelführerstand. Der Kasten ruht auf einem geschweißten Brückenträger (in Kastenbauform), der mit den Seitenwänden und Teilen des Daches verbunden ist und so eine tragende Konstruktion bildet. Die Seitenwände sind mit Lüftergittern durchbrochen. Der Kasten ruht – mittels Flexicoilfedern – auf zwei Drehgestellen, die vom Hersteller SGP in vollständig geschweißter Kastenbauweise mit Außenrahmen hergestellt wurden. Die Lackierung der heute noch existierenden Loks ist unterschiedlich: 2050.02, 04 und 05 tragen die grüne Ursprungslackierung, 2050.09 ist in Blutorange mit aluminiumgrauem Dach, schwarzem Rahmen und an den Fronten zu einem „V“ verlaufender Zierlinie. In den 1980er Jahren wurde auch in Blutorange mit umbragrauem Dach und Rahmen und Zierline ohne „V“ lackiert.
Der Rest ist im Design des Ing. Valousek lackiert, allerdings in unterschiedlichen Farbkombinationen. Die 2050 011 ist Blutorange und elfenbeinfarbener Zierlinie lackiert, 008, 016 und 018 in Verkehrsrot mit achatgrauer Zierlinie. Der Rest (2050 003, 012, 015, 017) ist in Verkehrsrot mit elfenbeinfarbener Zierlinie lackiert. Wie bei anderen Streckenlokomotiven sind bei diesen Rahmen, Dach und die Umrandung der Frontfenster umbragrau lackiert. Wegen fortgeschrittener Verwitterung lassen sich die unterschiedlichen Farbtöne bei diesen Loks nur mehr schwer voneinander unterscheiden.
Der Zwölf-Zylinder-Zweitakt-V-Dieselmotor der GM-Electro-Motive Division aus La Grange, Illinois (USA) vom Typ 12-567c mit einem Hubraum von 112 l arbeitet nach dem sogenannten Gleichstromspülverfahren. Mit dem Motor ist eine Generatoranlage gekoppelt, die Gleichstrom für die vier parallelgeschalteten Tatzlagerfahrmotoren erzeugt, welche über ein Zahnradgetriebe die Radsätze antreiben. Die Leistung des Dieselmotors kann durch eine Drehzahlverstellung in acht Stufen geändert werden. Alle Loks verfügen über eine selbsttätige Bremsanlage, eine indirekte Luftdruckbremse und Sifa. Indusi hatten 2050 002, 003, 005, 008, 011, 012, 015-018. 2050 004 und 009 bekamen die Indusi im Nachhinein nachgerüstet.

Ursprünglich besaßen alle einen Dampfkessel zur Zugheizung, dieser wurde später im Zuge größerer Ausbesserungen bei allen ausgebaut. Dabei wurden die Lokomotiven auch für den Verschub adaptiert. 2050.02 bekam – nach einem zwischenzeitlichen Ausbau – als einzige eine Zugheizungsanlage (sichtbar an den Dachaufbauten), um für Eil- und Sonderzüge zur Verfügung zu stehen. Bei ihr unterblieben auch einige der Umbauten. 2050.011, 012 und 015 – 018 sind tandemfähig, das bedeutet, sie können mittels einer Vielfachsteuerung in Doppeltraktion eingesetzt und von einem Lokführer bedient werden.

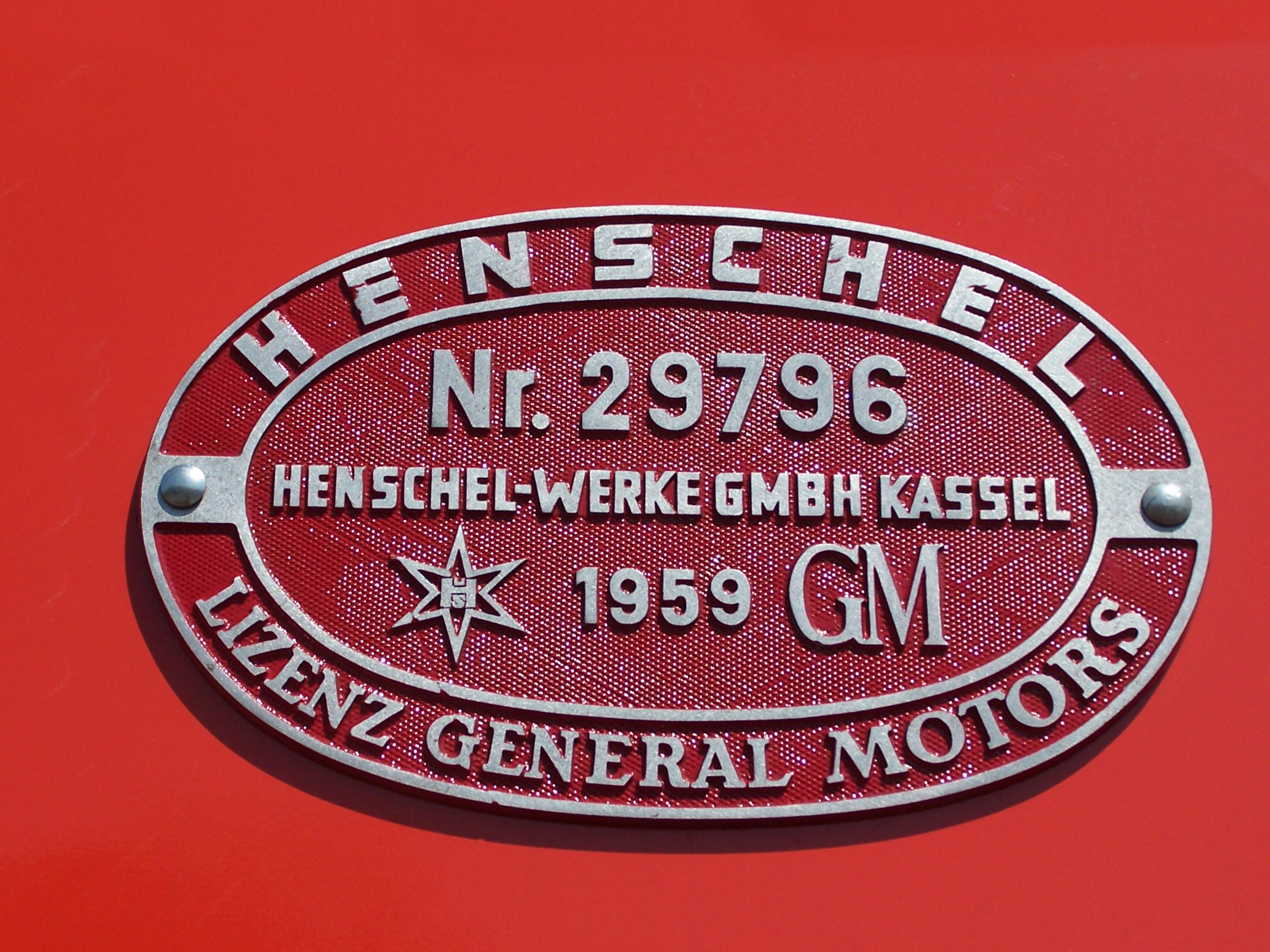
Henschel-GM Fabriksschild der 2050.09.
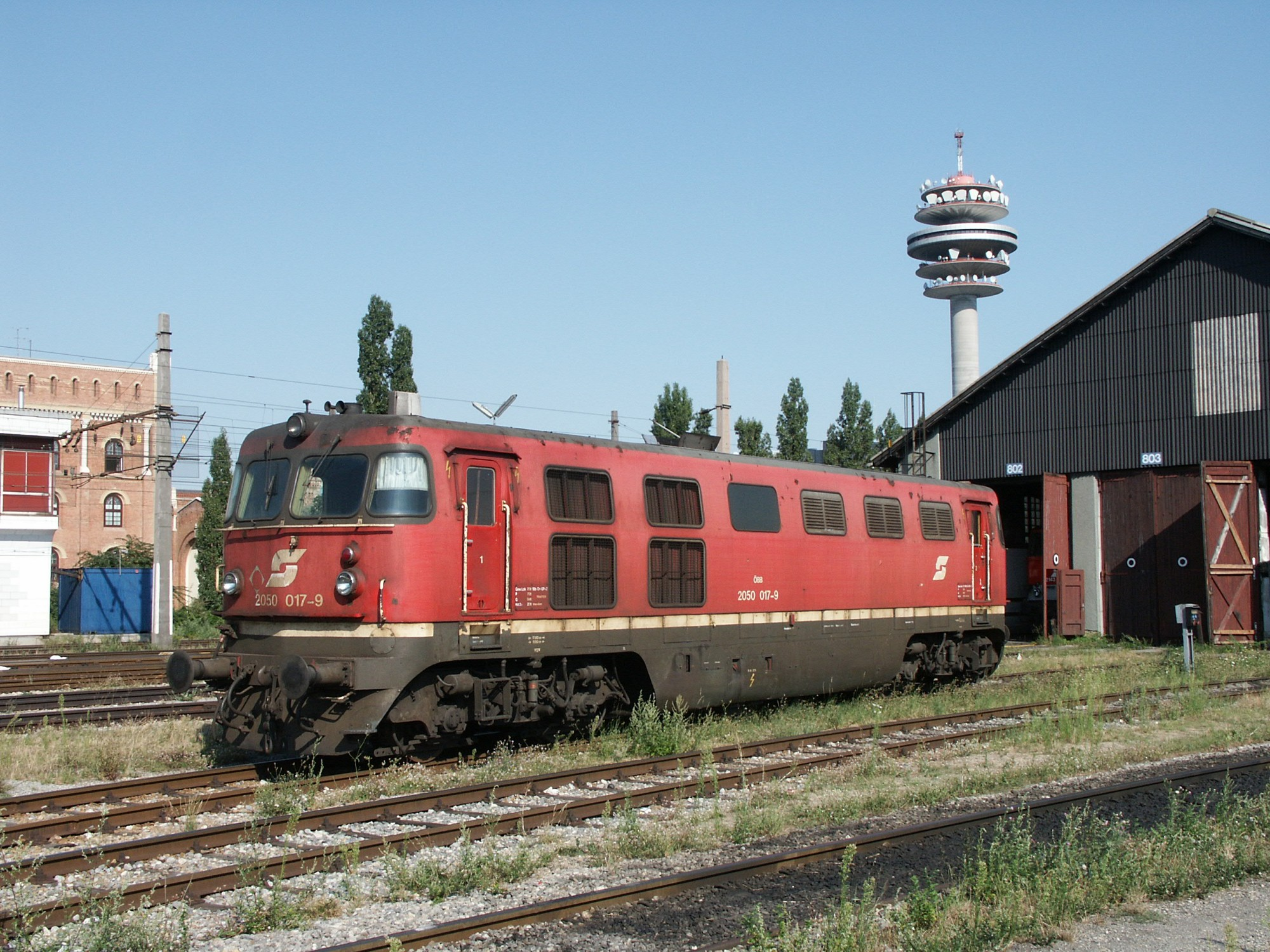
2050.17 in der ehemaligen Zugförderung Wien-Ost in ihren letzten Einsatzjahren.